# Sông Con (Sơn Hòa)
Sông Con là một phụ lưu bên bờ trái của sông Đà Rằng trong hệ thống sông Ba. Sông Con chảy ở huyện Sơn Hòa tỉnh Phú Yên, Việt Nam .

## Dòng chảy
Sông Con khởi nguồn từ các suối ở phía bắc xã Sơn Nguyên huyện Sơn Hòa, chảy uốn lượn theo hướng nam. Sang xã Sơn Hà thì đổ vào sông Đà Rằng .